# Michael Field

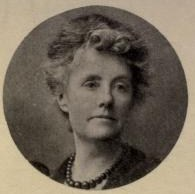
Katherine Harris Bradley

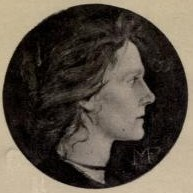
Edith Emma Cooper

Michael Field war das gemeinsame Pseudonym der englischen Schriftstellerinnen Katherine Harris Bradley (1846–1914) und Edith Emma Cooper (1862–1913), Tante und Nichte, die so mehrere Gedichtbände und 30 Versdramen veröffentlichten.

## Leben und Schaffen
Katherine Bradley wurde im Jahr 1846 in Birmingham als Tochter eines Tabakfabrikanten geboren, der 1848 starb. Nach der Heirat der Schwester im Jahr 1860 zog die Familie nach Kenilworth, Warwickshire, wo Katherine ab 1865 aufgrund des schlechten gesundheitlichen Zustandes ihrer Schwester die Erziehung deren Tochter Edith Cooper übernahm.
Nach dem Tod ihrer Mutter im Jahr 1868 besuchte Katherine das Collège de France und das Newnham College an der University of Cambridge. 1878 gingen Katherine und Edith gemeinsam nach Bristol, wo sie am College Kurse in Klassischer Philologie belegten und sich den Suffragetten anschlossen. Ihr späteres Leben verbrachten sie – neben Reisen nach Italien, Frankreich und England – hauptsächlich in London, wo sie regen Kontakt zur literarischen Szene hatten. Es gibt Hinweise darauf, dass Katherine und Edith ein Liebespaar waren.
Ihre ersten Gedichte (The New Minnesinger and Other Poems) veröffentlichte Katherine Bradley 1875 unter dem Pseudonym Arran Leigh – eine Anlehnung an Elizabeth Barrett Brownings episches Gedicht „Aurora Leigh“. Das erste gemeinsame Werk Bradleys und Coopers (Bellerophôn) erschien 1881 noch unter den zwei Pseudonymen Arran Leigh und Isla Leigh. Ab 1884 schrieben sie als Michael Field.
Michael Fields frühere Lyrik ist meist geprägt von ihrem Studium der klassischen Antike. Die Verweise auf die griechische Mythologie und Kulturgeschichte – insbesondere auf Dionysos und Sappho (Long Ago) – zeugen aber weniger von der Absicht gelehrsam zu wirken als von einer hedonistischen Infragestellung viktorianischer Prüderie und männlicher Dominanz in kulturellen Diskursen. Mit dieser auflehnenden Haltung gingen Michael Field auch einen wichtigen Schritt in Richtung der Moderne. Sie experimentierten bisweilen mit freien und spontanen Formen, ihr Umgang mit Bildern antizipierte den Imagismus:
     A Girl,

        Her soul a deep-wave pearl

     Dim, lucent of all lovely mysteries;

        A face flowered for heart’s ease,

        A brow’s grace soft as seas

        Seen through faint forest-trees:

     […]
1907 konvertierten Bradley und Cooper zum Katholizismus, was Spuren in ihrem literarischen Schaffen hinterließ. Michael Field schrieben nun im Spannungsfeld zwischen heidnischem Hedonismus und christlicher Buße.
Edit Cooper erlag 1913 einem Krebsleiden. Katherine Bradley arbeitete daraufhin allein unter dem Pseudonym Michael Field weiter, starb aber 1914, ebenfalls an Krebs.
Postum wurden auch Tagebücher und Korrespondenz der beiden Michael Field herausgegeben.

## Werke (Auswahl)

### Lyrik
- Long Ago (1889)
- Sight and Song (1892)
- Underneath the Bough (1893)
- Wild Honey from Various Thyme (1908)
- Poems of Adoration (1912)
- Mystic Trees (1913)

### Drama
- Callirrhoe & Fair Rosamund (1884)
- The Father’s Tragedy (1885)
- William Rufus (1885)
- Loyalty or Love? (1885)
- Brutus Ultor (1886)
- Canute the Great (1887)
- The Cup of Water (1887)
- The Tragic Mary (1890)
- Stephania, a Trialogue (1892)
- A Question of Memory (1893)
- Attila, My Attila! (1896)
- World at Auction (1898)
- Noontide Branches (1899)
- Anna Ruina (1899)
- Race of Leaves (1901)
- Julia Domna (1903)
- Borgia (1905)
- Queen Mariamne (1908)
- Tragedy of Pardon (1911)
- Tristan de Léonois (1911)
- Dian (1911)
- The Accuser (1911)
- A Messiah (1911)
- Ras Byzance (1918 veröffentlicht)
- Deirdre (1918 veröffentlicht)
- In the Name of Time (1919 veröffentlicht)